# Motorsport i Monaco
Monaco är en mikrostat, men trots det arrangerar man två av motorsportens allra mest kända evenemang, och har haft en Grand Prix-vinnande förare i Louis Chiron.

## Verksamhet

### Monacos Grand Prix

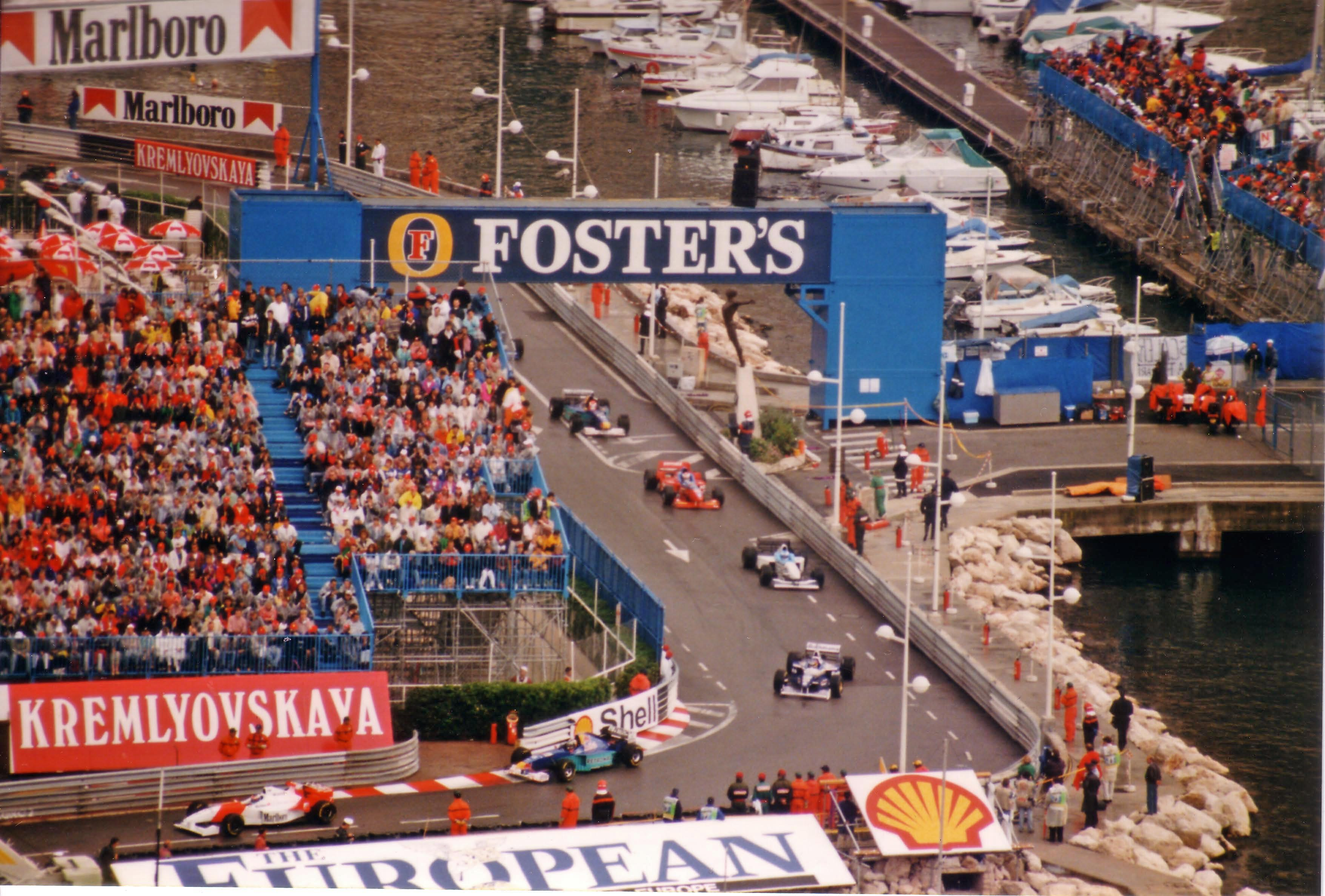
Formationsvarvet till Monacos Grand Prix 1996

Monacos Grand Prix körs i maj varje år och ingår sedan 1956 i formel 1-VM varje säsong. Banan är en 3,3 kilometer lång stadsbana, som är ojämn, relativt långsam, men framförallt smal. Denna kombination i stort sett omöjliggör omkörningar på banan, och den främsta utmaningen för förarna är att hålla bilen på banan. Tävlingens första årgång var 1929. Två år senare vann Louis Chiron Monacos Grand Prix i en Bugatti.
Eftersom formel 1 blev mer och mer allmänt känt kom den speciella miljön och glamouren i samband med Monacos Grand Prix att göra den till formel 1:s allra största tävling, och Ayrton Sennas sex vinster i tävlingen var bidragande orsaker till hans stora legendstatus. Graham Hill och Michael Schumacher har vunnit tävlingen vid fem tillfällen, medan Alain Prost vann fyra gånger.
Banan har byggts om flera gånger, med ökad säkerhet bland annat i hamnområdet, sedan ett par förare kraschat ned i vattnet, men ändå överlevt.

### Monte Carlo-rallyt

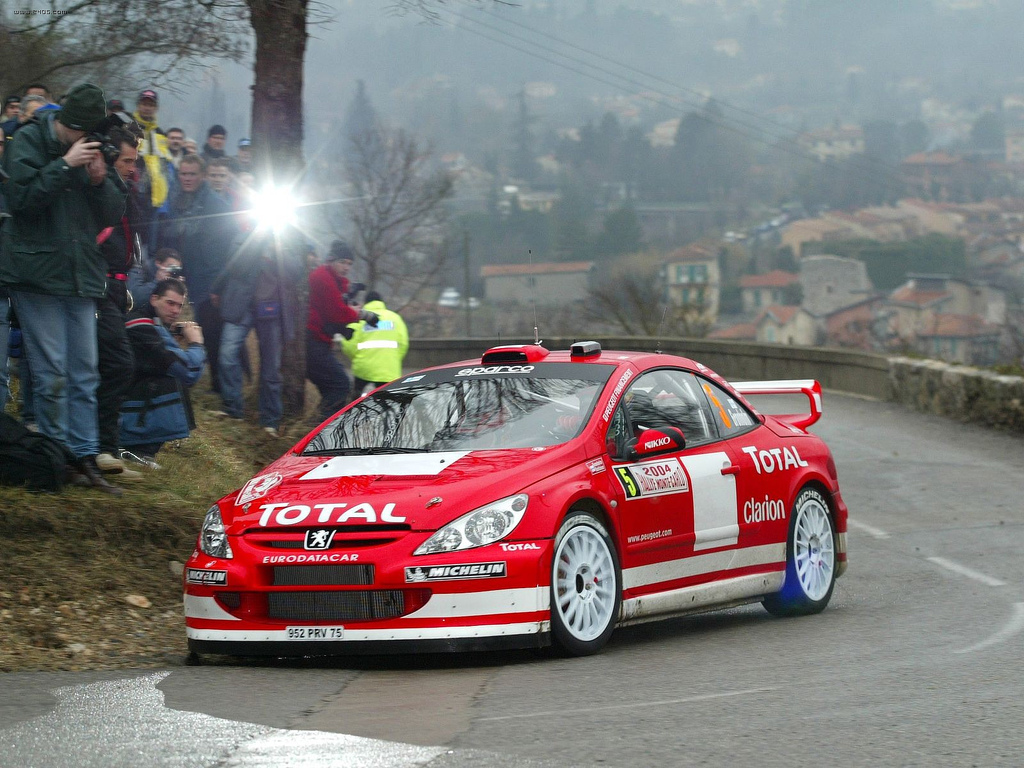
Marcus Grönholm i en Peugeot 307 i Monte Carlo-rallyt 2004.

Monte Carlo-rallyt kördes för första gången redan 1911 i de franska bergen ovanför Monaco. Rallyt kördes med vissa undantag fram tills andra världskriget började 1939. Efter kriget drog rallyt igång 1949 och har körts årligen sedan dess. När Rally-VM grundades 1973 fick tävlingen VM-status och blev snart det mest prestigefyllda rallyt. Ända fram till säsongen 2008 ingick rallyt årligen som det första rallyt i VM. Automobile Club de Monaco arrangerar tävlingen och de var inte förtjusta i att rotation skulle införas, så de bytte serie till Intercontinental Rally Challenge. Rally-VM avskaffade rotationen för vissa tävlingar ett år senare och bjöd tillbaka Monaco till VM, men arrangörerna har bestämt sig för att välja vilken serie dem ska ansluta sig till varje år. Tävlingen körs på asfalt, med inslag av snö och is på vissa ställen, bland annat i den traditionella avslutningen uppför Col de Turini. Den är ökänd för att däcksvalet är oerhört knepigt på vissa sträckor.